# Faubion Bowers
Faubion Bowers (Miami, 29 gennaio 1917 – New York, 17 novembre 1999) è stato uno iamatologo e scrittore statunitense molto conosciuto nel settore degli studi asiatici, in particolare del teatro giapponese. Ha anche scritto la prima biografia integrale del compositore russo Aleksandr Skrjabin. Durante l'occupazione alleata del Giappone fu l'interprete personale di giapponese del generale Douglas MacArthur e suo aiutante di campo.

## Biografia
Bowers nacque a Miami, Oklahoma. Si laureò alla Columbia University nel 1935 e alla Juilliard Graduate School of Music nel 1939. Bowers insegnò alla Hosei University di Tokyo dal 1940 al 1941.
Dopo la resa del Giappone, fu interprete per l'avanzata di 150 membri del personale statunitense che arrivò all'aeroporto di Atsugi il 28 agosto 1945. Come interprete di MacArthur visse presso l'ambasciata americana con la famiglia MacArthur e prestò servizio come interprete all'iniziale incontro tra MacArthur e l'imperatore Hirohito. finché ufficializzato fosse un censore del teatro giapponese, ne divenne il suo sostenitore.
Dopo la guerra insegnò alla New School for Social Research e alla Kansas University come Distinguished Professor di studi asiatici. Lavorò anche come redattore musicale o recensore per vari periodici.
Bowers divenne un'autorità rispettata nell'arte e nella cultura orientali, scrivendo monografie accademiche su argomenti come la danza indiana e il Teatro giapponese, nonché una autorevole biografia in due volumi del compositore russo Aleksandr Skrjabin. Il suo libro, Japanese Theatre, fu pubblicato nel 1952 ed è altamente raccomandato da James Michener, nel suo libro sulle stampe giapponesi ukiyo-e The Floating World, come "una delle principali opere di studio che si occupavano della cultura giapponese come un mezzo per uscire dall'occupazione militare."
È stato sposato dal 1951 al 1966 con la scrittrice Indiana Santha Rama Rau. Hanno avuto un figlio che, secondo i suoi genitori, ha viaggiato molto e ha vissuto una ricca esistenza vagabonda.
Bowers fu intervistato per l'Oral History Project della Columbia University nel 1960. Scrisse la prima biografia integrale del compositore russo Aleksandr Skrjabin (1872-1915) in due volumi (1970, 2ª edizione 1996) e fu membro della Bagby Foundation for the Musical Arts a New York. Morì a New York il 17 novembre 1999.

## Kabuki
Bowers è noto come L'uomo che salvò il Kabuki in Giappone. Mentre si recava in Indonesia nel 1940, visitò il Kabuki-za di Tokyo dove vide il famoso spettacolo kabuki Kanadehon Chūshingura e fu molto commosso dal kabuki come forma d'arte. Quattro anni dopo tornò in Giappone come segretario del generale MacArthur durante l'occupazione americana del Giappone. In quel momento il Comandante supremo delle forze alleate pensava che il kabuki dovesse essere bandito per la sua rappresentazione dei valori feudali. Bowers era fortemente contrario a questo ed affermava che il "Kabuki non è solo cultura giapponese ma cultura mondiale e deve essere preservata per il futuro". Promosse spettacoli teatrali di kabuki e incaricò un cast di "Dream Team" di grandi star di kabuki di riunirsi per eseguire Kanadehon Chūshingura nel 1947. Questa esibizione e molti altri spettacoli al Tokyo Army College furono un successo e il cast in seguito eseguì lo spettacolo nel 1950 nei locali di tutta la East Coast degli Stati Uniti.

## Premi
Bowers è stato premiato con la Bronze Star Medal nel 1944 e con la Oak Leaf Cluster  nel 1945.
Nel 1985 Bowers è stato premiato con l'Ordine del Sacro Tesoro dal Governo giapponese.

## Pubblicazioni
- Faubion Bowers, Japanese theatre, New York, Hermitage House, 1952.
- Faubion Bowers, The Dance In India, New York, Columbia University Press, 1953.
- Faubion Bowers, Japanese Theatre: Origin - Noh Drama - Puppets - Kabuki Spectacle, New York, Hermitage House, 1954a.
- Faubion Bowers (a cura di), Perspective of Japan: An Atlantic Monthly Supplement, New York, International Publishers, 1954b.
- Faubion Bowers, Theatre in the East, Ayer Co. Publishing, 1956, ISBN 0-8369-9278-4.
- Faubion Bowers, Broadway USSR: Ballet, Theatre, and Entertainment in Russia Today, Thomas Nelson and Sons, 1959.
- Yukio Mishima, Donald Keene e Faubion Bowers, Kabuki, New York, Program Publishing Co., 1960.
- Albert Champdor e Faubion (traduttore) Bowers, The Book Of The Dead: Based on the Ani, Hunefer, and Anhai Papyri in the British Museum, New York, Garrett Publications, 1966.
- Faubion Bowers e Erwin Fieger, Japan:Islands of the Rising Sun, New York, H. N. Abrams, 1972, ISBN 0-8109-0208-7.
- Faubion Bowers, The New Scriabin: Enigma and Answers, Newton Abbot, David & Charles, 1974, ISBN 978-0-7153-6578-6.
- Mrinalini Sarabhai, John D. Mitchell e Faubion Bowers, Staging a Sanskrit Classic: Bhasa's Vision of Vasavadatta, New York, Fordham University Press, 1992, ISBN 978-1-882763-02-3.
- K.R. Srinivasa Iyengar, Walter J. Meserve, Ruth L. Meserve e Faubion Bowers, Appreciations of Asif Currimbhoy, Calcutta, Writers' Workshop, 1995, ISBN 81-7189-299-X.
- Faubion Bowers, Scriabin, a Biography, 2, revisionata, New York, Courier Dover Publications, 1996, ISBN 978-0-486-28897-0. (prima pubbl. 1970)
- Faubion Bowers, The Classic Tradition of Haiku: An Anthology, Dover Publications, 1996, ISBN 0-486-29274-6.